# 上海巴士新新
上海巴士新新汽车服务有限公司是在上海进行公交运营的一家企业，它曾经是上海巴士公交（集团）有限公司的全资子公司，公司成立于1993年3月18日，当时由上海公交总公司与上海市中国旅行社合资并联营，4月10日开业时只拥有两条线路：双层1路（今911路）、双层2路（今912路）。1996年7月，原巴士公司第十六营运部、公交申安汽车服务公司、配件经营部划归公司，同时公司隶属于巴士公司。1996年8月30日，公交总公司与上海市中国旅行社终止联营协议，上海市中国旅行社撤资。
上海巴士新新汽车服务有限公司前身是上海公共交通第三电车公司，主要在浦西中心区内经营公交线路，拥有47条线路的经营权，运营车辆1300多辆。

由于巴士六汽和巴士新新两家公司所管辖的线路区域性不明显，不便区域管理，因此经上海巴士实业（集团）股份有限公司讨论决定，2014年7月18日起，上海巴士新新汽车服务有限公司正式划入原上海巴士六汽公共交通有限公司，新上海巴士六汽公共交通有限公司揭牌成立。同时也标志着上海巴士新新汽车服务有限公司退出了历史舞台。